# Stanton (Texas)
Stanton é uma cidade localizada no estado norte-americano do Texas, no Condado de Martin.

## Demografia
Segundo o censo norte-americano de 2000, a sua população era de 2556 habitantes.
Em 2006, foi estimada uma população de 2265, um decréscimo de 291 (-11.4%).

## Geografia
De acordo com o United States Census Bureau tem uma área de
4,5 km², dos quais 4,5 km² cobertos por terra e 0,0 km² cobertos por água.

## Localidades na vizinhança
O diagrama seguinte representa as localidades num raio de 48 km ao redor de Stanton.